# Divovska zvezda
Divovska zvezda je zvezda sa znatno većim radiusom i luminoznošću od onih u glavnom nizu (ili patuljastih) zvezda iste površinske toplote. One leže iznad glavnog niza (klasa luminoznosti V u Jerksovoj spektralnoj klasifikaciji) na Hercšprung—Raselovom dijagramu i odgovaraju klasama luminoznosti II i III. Ejnar Hercšprung je 1905. godine formulisao pojmove div i patuljak za zvezde sasvim različite luminoznosti uprkos sličnih temperatura ili spektralnih tipova.
Divovske zvezde imaju radijuse koji su do nekoliko stotina puta vići od Sunčevog i luminoznost između 10 i nekoliko hiljada puta veću od Sunca. Zvezde koje su još svetlije od divova nazivaju se superdivovi i hiperdivovi. Vrela, blistava zvezda glavnog niza takođe može biti nazvana div, mada se svaka zvezda glavnog niza ispravno naziva patuljak, bez obzira koliko je velika i blistava.

## Formiranje
Zvezda postaje div nakon što je sav vodonik dostupan za fuziju u njenom jezgru potrošen i, kao rezultat toga, napušta glavni niz. Ponašanje zvezde post-glavne sekvence u velikoj meri zavisi od njene mase.

### Zvezde srednjih masa
Za zvezdu sa masom iznad oko 0,25 solarnih masa (M☉), kada se iz jezgra iscrpi vodonik, ono se kontrahuje i zagreva tako da vodonik počinje da se stapa u ljusci oko jezgra. Deo zvezde izvan ljuske se širi i hladi, ali sa samo malim povećanjem luminoznosti, i zvezda postaje subdivovska. Jezgro inertnog helijuma nastavlja da raste i povećava temperaturu dok nagomilava helijum iz ljuske, ali u zvezdama do oko 10-12 M☉ ne postaje dovoljno vruće da započne sagorevanje helijuma (zvezde veće mase su superdivovi i evoluiraju različito). Umesto toga, nakon samo nekoliko miliona godina jezgro dostiže granicu Šenberga–Čandrasekara, brzo kolapsira i može postati degenerisano. Ovo uzrokuje da se spoljni slojevi još više prošire, i generiše se jaka konvektivna zona koja dovodi teške elemente na površinu u procesu koji se naziva prvo iskopavanje. Ova jaka konvekcija takođe povećava prenos energije na površinu, luminoznost se dramatično povećava, a zvezda se pomera na granu crvenog diva gde će stabilno sagorevati vodonik u ljusci tokom značajnog dela svog života (oko 10% za zvezdu nalik Suncu). Jezgro nastavlja da dobija masu, da se kontrahuje i povećava temperaturu, dok u spoljnim slojevima dolazi do gubitka mase., § 5.9.
Ako je masa zvezde, kada je u glavnoj sekvenci, bila ispod približno 0,4 M☉, nikada neće dostići centralne temperature potrebne za fuziju helijuma.‍:p. 169. Ona će stoga ostati crveni div koji fuzioniše vodonik dok ne ponestane vodonika, kada će postati helijumski beli patuljak.‍:§ 4.1, 6.1. Prema teoriji evolucije zvezda, nijedna zvezda tako niske mase ne može da evoluira do tog stupnja u okviru starosti svemira.
U zvezdama iznad oko 0,4 M☉ temperatura jezgra na kraju dostigne 108 K, i helijum počinje da se stapa u ugljenik i kiseonik trostrukim-alfa procesom u jezgru.‍:§ 5.9, poglavlje 6. Kad se jezgro degeneriše fuzija počinje eksplozivno, ali većina energije ide u povećanje degeneracije i jezgro postaje konvektivno. Energija stvorena fuzijom helijuma smanjuje pritisak u okolnoj ljusci koja sagoreva vodonik, što smanjuje brzinu proizvodnje energije. Ukupna luminoznost zvezde se smanjuje, spoljni omotač se ponovo kontrahuje, i zvezda prelazi iz grane crvenog diva u horizontalnu granu.‍:poglavlje 6.
Kada se iscrpi helijumsko jezgro, zvezda sa oko 8 M☉ ima ugljenično-kiseonično jezgro koje postaje degenerisano i počinje sagorevanje helijuma u ljusci. Kao i kod ranijeg kolapsa helijumskog jezgra, to počinje konvekcijom u spoljašnjim slojevima, izaziva drugo iskopavanje i uzrokuje dramatično povećanje veličine i sjajnosti. Ovo je grana asimptotskog diva (AGB) koja je analogna grani crvenog diva, ali je svetlija, i ljuska koja sagoreva vodonik daje najveći deo energije. Zvezde ostaju u AGB obliku samo oko milion godina, postajući sve nestabilnije dok ne iscrpe svoje gorivo, prolaze kroz fazu planetarne maglice, a zatim postaju ugljenično-kiseonični beli patuljci.‍:§ 7.1–7.4.

### Zvezde velike mase
Zvezde glavne sekvence sa masama iznad oko 12 M☉ su već vrlo blistave i kreću se horizontalno preko HR dijagrama kada napuste glavni niz, nakratko postaju plavi divovi pre nego što se prošire dalje u plave superdivove. One započinju sagorevanje helijuma u jezgru pre nego što jezgro postane degenerirano i razvijaju se u crvene superdivove bez snažnog povećanja luminoznosti. U ovoj fazi imaju uporedive luminoznosti sa svetlim AGB zvezdama, iako imaju mnogo veće mase, ali će dalje povećavati luminoznost dok spaljuju teže elemente i na kraju postaju supernove. Zvezde u opsegu 8-12 M☉ imaju donekle srednja svojstava i nazivaju su super-AGB zvezde. One uglavnom prate tragove lakših zvezda kroz RGB, HB i AGB faze, ali su dovoljno masivne da pokrenu sagorevanja ugljenika u jezgru, pa čak i neonsko gorenje. One formiraju jezgra od kiseonika, magnezijuma i neona, koje se mogu kolapsirati u supernovu koja zarobljava elektrone, ili mogu ostaviti iza sebe kiseonično-neonski beli patuljak.
Zvezde glavnog niza klase O klase su već jako luminozne. Divovska faza za takve zvezde je kratka sa blago povećanom veličinom i luminoznošću pre nego što se razvije superdivovska klasa spektralne limunoznosti. Divovi tipa O mogu biti više od stotinu hiljada puta blistaviji od sunca, svetliji od mnogih superdivova. Klasifikacija je složena i teška sa malim razlikama između klasa luminoznosti i kontinuiranog raspona intermedijarnih oblika. Najmasivnije zvezde razvijaju divovske ili superdivovske spektralne karakteristike dok još uvek sagorevaju vodonik u svojim jezgrama, zbog mešanja teških elemenata sa površinom i visoke luminoznosti koja proizvodi snažan zvezdani vetar i uzrokuje širenje atmosfere zvezde.

### Zvezde male mase
Zvezda čija je početna masa manja od približno 0.25 M☉ uopšte neće postati divovska zvezda. Tokom većig dela njihovog života, takve zvezde imaju unutrašnju unutrašnjost temeljno pomešanu konvekcijom i tako mogu nastaviti da vrše fuziju vodonika tokom vremenskog perioda dužeg od 1012 godina, mnogo duže od sadašnje starosti svemira. One postojano postaju toplije i svetlije tokom tog vremena. Na kraju, one razviju radijaciono jezgro, a zatim iscrpljuju vodonik u jezgru i sagorevaju vodonik u ljusci koja okružuje jezgro. (Zvezde sa masom većom od 0.16 M☉ mogu se proširiti u ovom trenutku, ali nikada neće postati veoma velike.) Ubrzo nakon toga, zaliha vodonika zvezde će biti potpuno iscrpljena i ona će postati helijumski beli patuljak. Povovo, svemir je suviše mlad da bi se takve zvezde mogle posmatrati.

## Literatura
- Pickles, A. J. (јул 1998). „A Stellar Spectral Flux Library: 1150-25000 Å”. Publications of the Astronomical Society of the Pacific. 110 (749): 863—878. Bibcode:1998PASP..110..863P. doi:10.1086/316197 .
- Morgan, William Wilson; Keenan, Philip Childs (1973). „Spectral Classification”. Annual Review of Astronomy and Astrophysics. 11: 29—50. Bibcode:1973ARA&A..11...29M. doi:10.1146/annurev.aa.11.090173.000333.
- „A note on the spectral atlas and spectral classification”. Centre de données astronomiques de Strasbourg. Приступљено 2. 1. 2015.
- Caballero-Nieves, S. M.; Nelan, E. P.; Gies, D. R.; Wallace, D. J.; DeGioia-Eastwood, K.;  . (фебруар 2014). „A High Angular Resolution Survey of Massive Stars in Cygnus OB2: Results from the Hubble Space Telescope Fine Guidance Sensors”. The Astronomical Journal. 147 (2). 40. Bibcode:2014AJ....147...40C. S2CID 22036552. arXiv:1311.5087 . doi:10.1088/0004-6256/147/2/40.
- Prinja, R. K.; Massa, D. L. (октобар 2010). „Signature of wide-spread clumping in B supergiant winds”. Astronomy and Astrophysics. 521. L55. Bibcode:2010A&A...521L..55P. S2CID 59151633. arXiv:1007.2744 . doi:10.1051/0004-6361/201015252.
- Gray, David F. (новембар 2010). „Photospheric Variations of the Supergiant γ Cyg”. The Astronomical Journal. 140 (5): 1329—1336. Bibcode:2010AJ....140.1329G. doi:10.1088/0004-6256/140/5/1329 .
- Lyubimkov, Leonid S.; Lambert, David L.; Rostopchin, Sergey I.; Rachkovskaya, Tamara M.; Poklad, Dmitry B. (фебруар 2010). „Accurate fundamental parameters for A-, F- and G-type Supergiants in the solar neighbourhood”. Monthly Notices of the Royal Astronomical Society. 402 (2): 1369—1379. Bibcode:2010MNRAS.402.1369L. S2CID 119096173. arXiv:0911.1335 . doi:10.1111/j.1365-2966.2009.15979.x .
- Gray, R. O.; Corbally, C. J.; Garrison, R. F.; McFadden, M. T.; Robinson, P. E. (октобар 2003). „Contributions to the Nearby Stars (NStars) Project: Spectroscopy of Stars Earlier than M0 within 40 Parsecs: The Northern Sample. I”. The Astronomical Journal. 126 (4): 2048—2059. Bibcode:2003AJ....126.2048G. S2CID 119417105. arXiv:astro-ph/0308182 . doi:10.1086/378365.
- Shenavrin, V. I.; Taranova, O. G.; Nadzhip, A. E. (јануар 2011). „Search for and study of hot circumstellar dust envelopes”. Astronomy Reports. 55 (1): 31—81. Bibcode:2011ARep...55...31S. S2CID 122700080. doi:10.1134/S1063772911010070.
- Nazé, Y. (новембар 2009). „Hot stars observed by XMM-Newton. I. The catalog and the properties of OB stars”. Astronomy and Astrophysics. 506 (2): 1055—1064. Bibcode:2009A&A...506.1055N. S2CID 17317459. arXiv:0908.1461 . doi:10.1051/0004-6361/200912659.
- Cenarro, A. J.; Peletier, R. F.; Sanchez-Blazquez, P.; Selam, S. O.; Toloba, E.; Cardiel, N.; Falcon-Barroso, J.; Gorgas, J.; Jimenez-Vicente, J.; Vazdekis, A. (јануар 2007). „Medium-resolution Isaac Newton Telescope library of empirical spectra - II. The stellar atmospheric parameters”. Monthly Notices of the Royal Astronomical Society. 374 (2): 664—690. Bibcode:2007MNRAS.374..664C. S2CID 119428437. arXiv:astro-ph/0611618 . doi:10.1111/j.1365-2966.2006.11196.x .
- Sion, Edward M.; Holberg, J. B.; Oswalt, Terry D.; McCook, George P.; Wasatonic, Richard (децембар 2009). „The White Dwarfs Within 20 Parsecs of the Sun: Kinematics and Statistics”. The Astronomical Journal. 138 (6): 1681—1689. Bibcode:2009AJ....138.1681S. S2CID 119284418. arXiv:0910.1288 . doi:10.1088/0004-6256/138/6/1681.
- D.S. Hayes; L.E. Pasinetti; A.G. Davis Philip (6. 12. 2012). Calibration of Fundamental Stellar Quantities: Proceedings of the 111th Symposium of the International Astronomical Union held at Villa Olmo, Como, Italy, May 24–29, 1984. Springer Science & Business Media. стр. 129—. ISBN 978-94-009-5456-4.
- Arias, Julia I.;  . (август 2016). „Spectral Classification and Properties of the OVz Stars in the Galactic O Star Spectroscopic Survey (GOSSS)”. The Astronomical Journal. 152 (2): 31. Bibcode:2016AJ....152...31A. S2CID 119259952. arXiv:1604.03842 . doi:10.3847/0004-6256/152/2/31 .